# Augusto Riboty
Augusto Antonio Riboty (Poggetto Tenieri, 28 novembre 1816 – Nizza, 8 febbraio 1888) è stato un militare e politico italiano.
Ammiraglio della Regia Marina, partecipò alla guerra di Crimea e alla terza guerra d'indipendenza italiana. Successivamente venne nominato Senatore del Regno e Ministro della Marina.

## Biografia
Partecipò alla guerra di Crimea e, quale comandante della fregata corazzata Re di Portogallo, alle azioni condotte nel mare Adriatico nel 1866.
Durante la battaglia di Lissa, sebbene la sua unità fosse attaccata ripetutamente da navi austriache, riuscì a danneggiare la Kaiser che fu costretta a ritirarsi: per tale azione Riboty venne insignito di medaglia d'oro al valor militare.
Lasciato il servizio attivo, fu Ministro della Marina del Regno d'Italia nei Governi Menabrea II, Menabrea III e Lanza.
Durante questo prestigioso incarico riordinò l'amministrazione, potenziò la flotta e promosse importanti studi tecnici. Fra l'altro si deve a Riboty la creazione dell'Istituto Idrografico della Marina.
Fu membro della Massoneria.